# Werner Nekes
Werner Nekes (Erfurt, 29 aprile 1944 – Mülheim an der Ruhr, 22 gennaio 2017) è stato un regista e sceneggiatore tedesco.
Era un esponente del cinema sperimentale.

## Filmografia parziale
- Kelek (1969)
- T-Wo-Men (1972)
- Diwan (1974)
- Beuys (1981) - cortometraggio
- Uliisses (1982)
- Hynningen (1984) - cortometraggio
- Was geschah wirklich zwischen den Bildern? (1986)
- Johnny Flash (1986)
- Der Tag des Malers (1997)